# Jean-Louis Pons
Jean-Louis Pons, francoski astronom, * 24. december 1761, Peyre, departma Hautes-Alpes,  † 14. oktober 1831, Firence, Italija.

## Življenjepis
Rodil se je v revni družini v vasi Peyre v francoskem departmaju Hautes-Alpes (jugozahodna Francija). V letu 1789 je pričel delati na Observatoriju v Marseillu kot hišnik. Kmalu je zaradi sodelovanja pri opazovanjih pridobil nekaj znanja o astronomiji. Pričel je sam z opazovanji neba. Leta 1819 je postal direktor Observatorija v Marlii blizu kraja Lucca v Toskani v Italiji. Tam je odkril še sedem kometov. Observatorij je zapustil leta 1825 in pričel poučevati astronomijo v prirodoslovnem muzeju La Specola v Firencah. Dobil je tudi nagrado Francoske akademije znanosti za uspehe pri iskanju kometov. 

## Delo
Pons je eden izmed najuspešnejših odkriteljev kometov. V letih od 1802 do 1827 je odkril 37 kometov. Prvi komet je odkril julija 1801. Podobno kot francoska astronoma Charles Messier in Pierre Méchain se je posvetil iskanju kometov. Uporabljal je teleskop, ki ga je izdelal sam. Ni pa bil dosleden zapisovalec svojih opazovanj. Njegovi zapiski so zelo nejasni .
Nikoli ni kazal velikega zanimanja za tirnice kometov. Odkril je štiri periodične komete, dva nosita tudi njegovo ime. To sta komet Pons-Winnecke (7P/Pons-Winecke) in komet Pons-Brooks (12P/Pons-Brooks). Komet Encke je prav tako opazoval Pons, komet pa nosi ime po astronomu Johanu Franzu Enckeju (1791 – 1865), ki je prvi določil njegovo tirnico. 
Pons je tudi soodkritelj kometa, ki je bil prvotno zna kot komet Pons-Coggia-Winnecke-Forbes, danes pa je znan kot Komet Crommelin (27P/Crommelin) po Andrewu Crommelinu (Andrew Claude de la Cherois Crommlein ) (1865 – 1939), ki je prvi določil tirnico kometa.